# Bastava
Bastava è un brano musicale della cantante italiana Laura Pausini. È il terzo singolo estratto il 20 gennaio 2012 dall'album Inedito del 2011. In Europa è il primo singolo estratto dall'album.

## Descrizione
Il brano viene presentato dal vivo per la prima volta il 9 novembre 2011 durante il programma televisivo Chiambretti Muzik Show dedicato all'artista, condotto da Piero Chiambretti e in onda in prima serata su Italia 1 l'11 novembre 2011.
Il brano era stato originariamente scritto da Niccolò Agliardi e Massimiliano Pelan su testo dello stesso Agliardi per Eleonora Crupi (già concorrente del talent show di Canale 5 Amici), che l'ha presentato ad Area Sanremo 2010 risultando tra i vincitori della manifestazione, senza riuscire ad approdare sul palco del Festival di Sanremo 2011. È stato poi donato a Laura Pausini la quale ha inoltre riadattato il testo. La produzione è di Laura Pausini e Paolo Carta.
La canzone viene tradotta in lingua spagnola da Ignacio Ballesteros con il titolo Bastaba, inserita nell'album Inédito ed estratta come terzo singolo il 20 gennaio 2012 in Spagna e in America Latina.

## Video musicale
Il videoclip (in lingua italiana e spagnola) è stato diretto dal regista Gaetano Morbioli e girato a luglio 2011 ad Amsterdam.
Il videoclip vede Laura Pausini vestita di un abito bianco e nero, con capelli lisci, che canta in una stanza molto grande, ripresa da una videocamera che le gira intorno. Inoltre sono presenti scene della vita privata dell'artista ed alcune scene di backstage scene dal DVD San Siro 2007. L'artista è intenta a cercare di raggiungere telefonicamente un misterioso interlocutore. La sua telefonata, in armonia con il brano, alterna vari stati d'animo, di serenità e rabbia. Nel video è presente anche il suo stilista Francesco Federico. Una parte del video è ambientata sul ponte mobile di Via Staalstraat.
Il videoclip in lingua italiana viene reso disponibile il 26 gennaio 2012 sul sito Internet del quotidiano Corriere della Sera e dal 30 gennaio 2012 in rotazione su tutti i canali musicali. Il videoclip in lingua spagnola viene reso disponibile il 2 febbraio 2012 sul canale YouTube della Warner Music Italia.
Vengono realizzati anche il Making of the video di Bastava e Bastaba e resi disponibili il 7 febbraio 2012 e il 27 gennaio 2012 sul canale YouTube della Warner Music Italia.
I videoclip di Bastava e Bastaba vengono inseriti negli album Inedito - Special Edition e Inédito - Special Edition del 2012.

## Tracce
CDS - Promo Warner Music Italia
1. Bastava

CDS - Promo Warner Music Colombia
1. Bastaba

## Classifiche
| Classifica (2012)         | Posizione massima |
| ------------------------- | ----------------- |
| Italia                    | 39                |
| Italia (airplay)          | 11                |
| Italia (airplay italiana) | 5                 |

## Pubblicazioni
Bastava viene inserita in versione Live nell'album Inedito - Special Edition del 2012 (video).
Bastaba viene inserita in versione Live nell'album Inedito - Special Edition e Inédito - Special Edition del 2012 (video) e nella compilation Ñ - El disco del año 2012 del 2012.

## Interpretazioni dal vivo
Il 26 dicembre 2011 Laura Pausini esegue il brano Bastava in versione live in duetto con Eleonora Crupi al Mediolanum Forum d'Assago a Milano, tappa del'Inedito World Tour 2011-2012.

## Formazione
- Laura Pausini: voce
- Paolo Carta: chitarra
- Bruno Zucchetti: tastiera, organo Hammond, programmazione, pianoforte
- Matteo Bassi: basso
- Emiliano Bassi: batteria, percussioni
- B.I.M. Orchestra: orchestra[11]